# Š
Графемата Š, š (S с карон) е използвана в различни контексти, за да изпълни ролята на буквата ш като например шоу, обикновено обозначаваща беззвучни посталвеоларен фрактив /ʃ/ или подобен ретрофлексен фрактив /ʂ/. В международната фонетична азбука този звук е означен ʃ или ʂ, но малката буква š е използвана в американската фонетична нотация както и в уралската фонетична азбука. Представлява същия звук както на турската буква Ş, така и на румънската буква Ș. 
За използване в компютърни системи Š и š са съответно в Уникод кодови точки U+0160 и U+0161 (Alt + 0138 и Alt + 0154 за въвеждане).

## Основна употреба
Символът се появява наяве заедно с чешката азбука през XV век, след като е представена от Ян Хус. По-късно Людевит Гай го въвежда в хърватската азбука през 1830 г., като наподобява същия звук, и оттам нататък навлиза в други ортографии като латвийската, литовската, словашката, словенската, карелската, вепската и лужицката.
В някои ортографии като българската кирилица, македонската и сръбската се използва буквата „ш“, която представлява същия звук.

## Транслитерация
Символът се използва и като романизация на кирилицата ш в ISO 9 и научна транслитерация и се използва в латинските системи за писане на македонски, български, сръбски, беларуски, украински и башкирски . Използва се и в някои системи за транслитериране на грузински за представяне на ⟨   ( /ʃ / ).

## Изчислителен код
| Визуализация                | Š                                 | Š                                 | š                               | š                               |
| --------------------------- | --------------------------------- | --------------------------------- | ------------------------------- | ------------------------------- |
| Уникод име                  | LATIN CAPITAL LETTER S WITH CARON | LATIN CAPITAL LETTER S WITH CARON | LATIN SMALL LETTER S WITH CARON | LATIN SMALL LETTER S WITH CARON |
| Кодиране                    | десетична                         | шестнадесетичен                   | десетична                       | шестнадесетичен                 |
| Уникод                      | 352                               | U+0160                            | 353                             | U+0161                          |
| UTF-8                       | 197 160                           | C5 A0                             | 197 161                         | C5 A1                           |
| Препратка към цифров знак   | &#352;                            | &#x160;                           | &#353;                          | &#x161;                         |
| Препратка към именуван знак | &Scaron;                          | &Scaron;                          | &scaron;                        | &scaron;                        |